# Choi Won-kwon
Choi Won-kwon (최원권?, 崔源權?; Seul, 8 novembre 1981) è un calciatore sudcoreano, centrocampista del Jeju United.

## Carriera

### Nazionale
Esordisce con la Corea del Sud nel 2007.

Gioca con la selezione olimpica le olimpiadi di Atene 2004.